# Molophilus variegatus
Molophilus variegatus là một loài ruồi trong họ Limoniidae. Chúng phân bố ở miền Australasia.